# Hamphall Stubbs
Hamphall Stubbs var en civil parish från 1866 till 1938 då den blev en del av Hampole, i grevskapet West Riding of Yorkshire (nu South Yorkshire), i England. Denna civil parish var belägen 11 km från Doncaster och hade 10 invånare år 1931. Byn nämndes i Domedagsboken (Domesday Book) år 1086, och kallades då Hanepol.